# Schmutzige Euros 2
Schmutzige Euros 2 ist ein Kollaboalbum der Rapper King Orgasmus One und Godsilla. Es erschien am 18. Mai 2007 über das Independent-Label I Luv Money Records. Das Album ist der Nachfolger des 2005 erschienenen Schmutzige Euros.

## Titelliste
1. Schmutzige Euros 2 (Intro) – 3:19
2. Die Taschen voll mit Geld – 3:01
3. La Dolce Vita – 3:32
4. Bitch Niggas (feat. Capone) – 3:12
5. Glaub an dich – 3:30
6. Partysong (feat. Bass Sultan Hengzt) – 3:36
7. Skit #1 – 2:13
8. Punk Bitchez – 3:25
9. On Tour – 3:05
10. Ich mach die Kasse klar – 3:44
11. F*** Mutter Bastard (BMW) – 3:24
12. Traumfrau (feat. Sera Finale) – 3:17
13. Skit #2 – 0:38
14. Weisst du noch? – 2:55
15. Die ganze Nacht – 2:44
16. Cashflow – 3:38

## Produktion
Schmutzige Euros 2 wurde in den  I Luv Money Studios aufgenommen. Die Produktion des Albums wurde von Drama Monks, Brisk Fingaz, Produes, Raiden Beats, Serk, Mad Skills, Djorkaeff und 5ive7even übernommen. Produes steuerte mit La Dolce Vita, Glaub an dich, Ich mach die Kasse klar, Die ganze Nacht und Cashflow fünf Beats für die Veröffentlichung bei. Serk war zudem an Glaub an dich als Co-Produzent beteiligt. Schmutzige Euros 2 (Intro) wurde von Drama Monks, Die Taschen voll mit Geld von Brisk Fingaz, Partysong von Mad Skills und F*** Mutter Bastard von 5ive7even produziert. Djorkaeff war durch die Produktion von On Tour, Traumfrau und Weisst du noch? an der Entstehung des Albums beteiligt. Außerdem übernahm Raiden Beats die musikalische Untermalung der Stücke Bitch Niggas und Punk Bitchez. Im Anschluss an die Aufnahmen übernahmen Produes und Serk die Abmischung von Schmutzige Euros 2. Der abschließende Produktionsschritt des Masterings erfolgte durch Serk.

## Gastbeiträge
Im Gegensatz zum Vorgänger, auf welchem zahlreiche Gastrapper auftreten, sind auf Schmutzige Euros 2 lediglich vier Gastbeiträge zu finden. Zwei davon kommen von dem Berliner Rapper Bass Sultan Hengzt. Dieser steuert eine Strophe des Songs F*** Mutter Bastard bei und singt die Hookline des Liedes Partysong. Hengzt, der auch bereits auf dem ersten Teil von Schmutzige Euros aufgetreten ist, bildet zusammen mit Orgasmus und Godsilla die Rap-Formation BMW. Des Weiteren ist auf dem Stück Traumfrau der Rapper Sera Finale zu hören. Dieser war bereits auf den King Orgasmus One Veröffentlichungen Berlin bleibt hart und Orgi Pörnchen 4 – Soundtrack vertreten. Im Mai 2007 wurde bekannt gegeben, dass Sera Finale von Orgi unter Vertrag genommen wurde. Der dritte Gastrapper ist Capone, der als Mitglied des US-amerikanischen Hip-Hop-Duos Capone-N-Noreaga bekannt wurde. Die Kollaboration des Rappers mit den beiden Berlinern wurde im Zuge der Rezeption zum Teil als Überraschung gewertet.

## Illustration
Die Gestaltung des Artworks erfolgte durch Mafia FX. Murat Aslan schoss die im Booklet enthaltenen Fotos. Auf dem Cover sind King Orgasmus One und Godsilla aus der Froschperspektive zu erkennen.